# Flabelligera bofortica
Flabelligera bofortica är en ringmaskart som beskrevs av Annenkova 1927. Flabelligera bofortica ingår i släktet Flabelligera och familjen Flabelligeridae. Inga underarter finns listade i Catalogue of Life.